# Delabie
 (août 2018).
Si vous disposez d'ouvrages ou d'articles de référence ou si vous connaissez des sites web de qualité traitant du thème abordé ici, merci de compléter l'article en donnant les références utiles à sa vérifiabilité et en les liant à la section « Notes et références ».
Delabie est le leader européen[réf. nécessaire] en robinetterie et équipements sanitaires pour les établissements recevant du public.

## Historique
La société est fondée en 1928 par Georges Delabie. Fonderie de bronze et d'alliages cuivreux, l'entreprise fabrique d'abord des robinets de puisage et des vidages pour appareils sanitaires.
En 1947, Jean Delabie devient gérant et lance la fabrication de robinetteries de salle de bain et cuisine. Dans les années 1980, la société investit dans la robinetterie pour les lieux recevant du public.
En 1996, Delabie rachète la société Bine. En 2006, 2 entreprises industrielles sont rachetées : Chavonnet, société de robinetterie pour hôpitaux et Sogeprove, fabricant d'accessoires sanitaires et de matériels pour personnes à mobilité réduite.
En 2007, Delabie s'implante en Grande Bretagne en rachetant Douglas, fabricant de mitigeurs thermostatiques pour collectivités.
Entre 2009 et 2012, des filiales sont implantées à l'étranger.
En 2012, Delabie rachète l'entreprise Allemande Kuhfuss, spécialisée dans les appareils sanitaires en inox pour les collectivités, ainsi qu'une fonderie au Portugal.
En 2013, Delabie fonde sa filiale de distribution au Benelux et reprend la société Senda au Portugal.
En 2018, Delabie fête ses 90 ans à Friville-Escarbotin.